# 匈牙利大奖赛
匈牙利大奖赛是一级方程式锦标赛的一项分站赛事。其前身是1936年在匈牙利布达佩斯的一个公园内举行的独立赛事，当时有奔驰、法拉利、汽车联盟三支车队参加了比赛。但由于第二次世界大战的爆发以及之后冷战时期的政治原因，匈牙利大奖赛在第一届之后就宣布停办，直到50年后才得以恢复。
1986年，一级方程式掌门人伯尼·埃克莱斯顿突破铁幕，将匈牙利大奖赛加入赛程，使得这届分站赛事成为首场在社会主义阵营举办的一级方程式大赛。自此之后，在布达佩斯匈格罗宁赛道举办的这场大奖赛就成为了F1赛历上的固定分站赛事。由于在中欧的酷暑中进行，在2006年之前，匈牙利大奖赛是当时所有大奖赛中唯一没有进行过雨战的。尽管票价昂贵，1986年的首场一级方程式大奖赛还是有二十万人观战。如今，这场赛事依然保持着热度，吸引着全球车迷的目光，而相当一部分观众来自芬兰。

## 技术特性
匈格罗宁赛道狭窄多弯的特点，导致车手在这里很难进行超车。最典型的例子是在1990年的比赛上，蒂埃里·伯特森（Thierry Boutsen）驾驶着较慢的威廉姆斯赛车，却成功地阻挡了艾尔顿·塞纳的超越。尽管如此，也有少数车手成功通过超车赢得了比赛，例如1989年的尼格尔·曼塞尔（Nigel Mansell）从第12位发车，依靠数次成功的超车最终登顶。车手要想在匈牙利赢得比赛，停站策略是重要的一环。在这方面的成功例子是1998年的法拉利车队，通过改变赛中既定的进站时机，帮助迈克尔·舒马赫夺得冠军。2003年，赛道进行了少许调整，给车手提供了更多的超车机会。

## 车手纪录
匈牙利大奖赛是多位车手取得首场分站胜利的地方。1993年，达蒙·希尔在这里赢得首胜。2003年，费尔南多·阿隆索在这里夺得首个分站冠军，使他成为首个来自西班牙的大奖赛冠军，也使他成为当时最年轻的分站冠军。此外，简森·巴顿和海基·科瓦莱宁也分别在2006年和2008年在这里迎来自己的首场胜利。
2001年，迈克尔·舒马赫在匈牙利赢得个人第51场分站冠军，追平由阿兰·普罗斯特当时保持的最多分站冠军纪录。同时，他也提前赢得了自己的第四个世界车手冠军，追平当时普罗斯特保持的最多世界冠军纪录。
2006年的大奖赛是匈牙利的首场雨战，在这场比赛上，简森·巴顿从第14位发车并最终夺冠，打破此前由奈杰尔·曼塞尔保持的从第12位发车夺冠的记录。

## 赛事名称
- 匈牙利大奖赛（Ungarischer Grand Prix）1987
- Pop 84匈牙利大奖赛（Pop 84 Magyar Nagydíj）1988
- Pop 84匈牙利大奖赛（Pop 84 Grosser Preis von Ungarn）1989
- 匈牙利大奖赛（Hungarian Grand Prix）1990
- 匈牙利大奖赛（Magyar Nagydíj）1991、2006–2007、2013、2016
- 万宝路匈牙利大奖赛（Marlboro Magyar Nagydíj）1992–1995、1997–2005
- 万宝路匈牙利大奖赛（Marlboro Magyar Nagydíj Grand Prix）1996
- ING匈牙利大奖赛（ING Magyar Nagydíj）2008–2009
- 埃尼匈牙利大奖赛（Eni Magyar Nagydíj）2010–2012
- 倍耐力匈牙利大奖赛（Pirelli Magyar Nagydíj）2014–2015、2017
- 勞力士匈牙利大獎賽（Rolex Magyar Nagydíj）2018–2019、2021
- 阿美匈牙利大獎賽（Aramco Magyar Nagydíj）2020、2022
- 卡塔尔航空匈牙利大獎賽（Qatar Airways Hungarian Grand Prix）2023
- 匈牙利大獎賽（Hungarian Grand Prix）2024

## 冠军

### 多次夺冠车手
粗體表示該車手現在仍參加世界一級方程式錦標賽
| 夺冠次数 | 车手              | 年度                                           |
| -------- | ----------------- | ---------------------------------------------- |
| 8        | 路易斯·漢米爾頓   | 2007、2009、2012、2013、2016、2018、2019、2020 |
| 4        | 麥可·舒馬克       | 1994、1998、2001、2004                         |
| 3        | 艾尔顿·塞纳       | 1988、1991、1992                               |
| 2        | 尼尔森·皮奎特     | 1988、1987                                     |
| 2        | 达蒙·希尔         | 1993、1995                                     |
| 2        | 雅克·维伦纽夫     | 1996、1997                                     |
| 2        | 米卡·哈基宁       | 1999、2000                                     |
| 2        | 简森·巴顿         | 2006、2011                                     |
| 2        | 賽巴斯蒂安·維特爾 | 2015、2017                                     |
| 2        | 馬克斯·維斯塔潘   | 2022、2023                                     |

### 多次夺冠车队
粗體表示該車隊現在仍參加世界一級方程式錦標賽
| 夺冠次数 | 车队     | 年度                                                                         |
| -------- | -------- | ---------------------------------------------------------------------------- |
| 13       | 麥拉倫   | 1988、1991、1992、1999、2000、2005、2007、2008、2009、2011、2012、2024、2025 |
| 7        | 威廉斯   | 1986、1987、1990、1993、1995、1996、1997                                     |
| 7        | 法拉利   | 1989、1998、2001、2002、2004、2015、2017                                     |
| 5        | 梅賽德斯 | 2013、2016、2018、2019、2020                                                 |
| 4        | 紅牛     | 2010、2014、2022、2023                                                       |

### 歷屆冠軍
粉紅色背景表示該賽事不屬於一級方程式世界錦標賽
| 年份        | 车手              | 车队              | 赛道         | 报告 |
| ----------- | ----------------- | ----------------- | ------------ | ---- |
| 2025        | 兰多·诺里斯       | 迈凯伦–梅賽德斯   | 匈格羅寧賽道 | 報告 |
| 2024        | 奥斯卡·皮亚斯特里 | 迈凯伦–梅賽德斯   | 匈格羅寧賽道 | 報告 |
| 2023        | 马克斯·维斯塔潘   | 紅牛–本田紅牛動力 | 匈格羅寧賽道 | 報告 |
| 2022        | 马克斯·维斯塔潘   | 紅牛–紅牛動力     | 匈格羅寧賽道 | 報告 |
| 2021        | 埃斯特班·奧康     | 阿爾派–雷诺       | 匈格羅寧賽道 | 報告 |
| 2020        | 路易斯·漢米爾頓   | 梅賽德斯          | 匈格羅寧賽道 | 報告 |
| 2019        | 路易斯·漢米爾頓   | 梅賽德斯          | 匈格羅寧賽道 | 報告 |
| 2018        | 路易斯·漢米爾頓   | 梅賽德斯          | 匈格羅寧賽道 | 报告 |
| 2017        | 賽巴斯蒂安·維特爾 | 法拉利            | 匈格羅寧賽道 | 报告 |
| 2016        | 路易斯·漢米爾頓   | 梅賽德斯          | 匈格羅寧賽道 | 报告 |
| 2015        | 賽巴斯蒂安·維特爾 | 法拉利            | 匈格羅寧賽道 | 报告 |
| 2014        | 丹尼尔·里奇亚多   | 红牛–雷诺         | 匈格羅寧賽道 | 报告 |
| 2013        | 路易斯·漢米爾頓   | 梅赛德斯          | 匈格羅寧賽道 | 报告 |
| 2012        | 路易斯·漢米爾頓   | 迈凯伦–梅賽德斯   | 匈格羅寧賽道 | 报告 |
| 2011        | 简森·巴顿         | 迈凯伦–梅賽德斯   | 匈格羅寧賽道 | 报告 |
| 2010        | 马克·韦伯         | 红牛–雷诺         | 匈格羅寧賽道 | 报告 |
| 2009        | 路易斯·漢米爾頓   | 迈凯伦–梅賽德斯   | 匈格羅寧賽道 | 报告 |
| 2008        | 海基·科瓦莱宁     | 迈凯伦–梅賽德斯   | 匈格羅寧賽道 | 报告 |
| 2007        | 路易斯·漢米爾頓   | 迈凯伦–梅賽德斯   | 匈格羅寧賽道 | 报告 |
| 2006        | 简森·巴顿         | 本田              | 匈格羅寧賽道 | 报告 |
| 2005        | 基米·莱科宁       | 迈凯伦–梅賽德斯   | 匈格羅寧賽道 | 报告 |
| 2004        | 迈克尔·舒马赫     | 法拉利            | 匈格羅寧賽道 | 报告 |
| 2003        | 费尔南多·阿隆索   | 雷诺              | 匈格羅寧賽道 | 报告 |
| 2002        | 鲁本斯·巴里切罗   | 法拉利            | 匈格羅寧賽道 | 报告 |
| 2001        | 麥可·舒馬克       | 法拉利            | 匈格羅寧賽道 | 报告 |
| 2000        | 米卡·哈基宁       | 迈凯伦–梅賽德斯   | 匈格羅寧賽道 | 报告 |
| 1999        | 米卡·哈基宁       | 迈凯伦–梅賽德斯   | 匈格羅寧賽道 | 报告 |
| 1998        | 麥可·舒馬克       | 法拉利            | 匈格羅寧賽道 | 报告 |
| 1997        | 雅克·维伦纽夫     | 威廉姆斯–雷诺     | 匈格羅寧賽道 | 报告 |
| 1996        | 雅克·维伦纽夫     | 威廉姆斯–雷诺     | 匈格羅寧賽道 | 报告 |
| 1995        | 达蒙·希尔         | 威廉姆斯–雷诺     | 匈格羅寧賽道 | 报告 |
| 1994        | 麥可·舒馬克       | 贝纳通–福特       | 匈格羅寧賽道 | 报告 |
| 1993        | 达蒙·希尔         | 威廉姆斯–雷诺     | 匈格羅寧賽道 | 报告 |
| 1992        | 艾尔顿·塞纳       | 迈凯伦–本田       | 匈格羅寧賽道 | 报告 |
| 1991        | 艾尔顿·塞纳       | 迈凯伦–本田       | 匈格羅寧賽道 | 报告 |
| 1990        | 蒂埃里·布特森     | 威廉姆斯–雷诺     | 匈格羅寧賽道 | 报告 |
| 1989        | 奈杰尔·曼塞尔     | 法拉利            | 匈格羅寧賽道 | 报告 |
| 1988        | 艾尔顿·塞纳       | 迈凯伦–本田       | 匈格羅寧賽道 | 报告 |
| 1987        | 尼尔森·皮奎特     | 威廉姆斯–本田     | 匈格羅寧賽道 | 报告 |
| 1986        | 尼尔森·皮奎特     | 威廉姆斯–本田     | 匈格羅寧賽道 | 报告 |
| 1985 – 1937 | 停辦              | 停辦              | 停辦         | 停辦 |
| 1936        | 塔齊奧·努沃拉里   | 阿尔法·罗密欧     | 人民公園     | 報告 |